# Arturo Pomar Salamanca
Arturo Pomar Salamanca (ur. 1 września 1931 w Palma de Mallorca, zm. 26 maja 2016 w Barcelonie) – hiszpański szachista, arcymistrz od 1962 roku.

## Kariera szachowa
Od piątego roku życia regularnie uczęszczał do klubu szachowego w Palma de Mallorca. W niedługim czasie osiągnął sukcesy, dzięki którym nazywano go „cudownym dzieckiem”. W wieku 10 lat triumfował w mistrzostwach Wysp Balearskich i zgłosił się do mistrzostw Hiszpanii, jednak z powodu młodego wieku jego wniosek został odrzucony. W następnym roku ponownie został mistrzem Balearów i zajął III miejsce w eliminacyjnym turnieju do mistrzostw kraju. Swoimi sukcesami zwrócił uwagę Aleksandra Alechina, który przez pewien czas pełnił rolę jego trenera. Uzyskał również sporą popularność, m.in. udzielał wywiadów dla radia, nakręcano również o nim filmy. W roku 1944 na turnieju w Gijon uzyskał sensacyjny remis z Alechinem i został najmłodszym w historii szachów zawodnikiem, któremu udało się zremisować partię z aktualnym mistrzem świata (Alechin triumfował w tym turnieju z wynikiem 7½ z 8 partii, jedyny remis uzyskując właśnie z Pomarem).
Pod koniec lat 40. należał już do ścisłej czołówki hiszpańskich szachistów. Pierwszy tytuł mistrza kraju zdobył w roku 1946, kolejne - w latach 1950, 1957, 1958, 1959, 1962 i 1966. Poza tym, w 1951, 1956, 1964 i 1969 roku zdobył tytuły wicemistrzowskie. Pomiędzy 1958 a 1980 rokiem wystąpił na wszystkich w tym okresie rozegranych dwunastu szachowych olimpiadach (w tym 9 razy na I szachownicy) i pod tym względem jest rekordzistą wśród hiszpańskich szachistów. Łącznie rozegrał 174 partie, w których zdobył 95½ pkt. Jest również olimpijskim medalistą: w roku 1960 otrzymał brązowy medal za indywidualny wynik na II szachownicy.
Kilkukrotnie uczestniczył w turniejach strefowych (eliminacji mistrzostw świata pierwszego stopnia). Największy sukces w tych rozgrywkach osiągnął w roku 1960 w Madrycie, gdzie podzielił I miejsce (wspólnie z Lajosem Portischem, Svetozarem Gligoriciem oraz Janem Donnerem) i po dogrywce awansował do rozegranego w 1962 roku w Sztokholmie turnieju międzystrefowego, w którym zajął XI miejsce.
Na swoim koncie posiada szereg sukcesów w turniejach międzynarodowych, zwyciężył bądź podzielił I miejsca m.in. w Santa Fe (1949), Paryżu (1949), Gijon (1955), Lugo (1957), Santanderze (1958), Madrycie (1959), Torremolinos (1961, wspólnie ze Svetozarem Gligoriciem), Maladze (1964 i 1971, wspólnie z Arthurem Bisguierem), Palma de Mallorca (1965, wspólnie z Albericem O’Kellym i Klausem Dargą), Alicante (1975) i Alès (1981). Do swoich sukcesów zaliczyć również może II lokaty w Amsterdamie (1966, turniej IBM, za Michaiłem Botwinnikiem, przed Salomonem Flohrem), Palma de Mallorca (1966, za Michaiłem Talem, przed Lajosem Portischem i Borislavem Ivkovem) oraz w Wijk aan Zee (1972, za Lajosem Portischem, przed Vlastimilem Hortem i Walterem Browne).
Najwyższy ranking w karierze osiągnął 1 lipca 1971 r., z wynikiem 2510 punktów dzielił wówczas 63. miejsce na świecie, jednocześnie zajmując 1. miejsce wśród hiszpańskich szachistów.
Od 1994 r. nie uczestniczy w turniejach klasyfikowanych przez Międzynarodową Federację Szachową.